# Voulgari (stanice metra v Soluni)
Voulgari (řecky Βούλγαρη) je stanice metra v Soluni. Leží na lince 1 mezi stanicemi 25 Martiou a Nea Elvetia. Společně s celou linkou byla otevřena veřejnosti 30. listopadu 2024. Stanice Voulgari se vyskytuje už v plánech metra z 80. let 20. století pod svým současným názvem. V roce 2014, v průběhu výstavby metra, se uvažovalo o jejím zrušení kvůli komplikacím se získáním potřebných pozemků. K tomu však nakonec nedošlo.
Stanice je podzemní a nachází se v soluňské čtvrti Ntepo (řecky Ντεπώ, česky „Depo“) při křižovatce ulice Voulgari s ulicí Kathigitou Papadaki. Ve stanici je jedno ostrovní nástupiště a dvě koleje. Nástupiště je zabezpečeno automatickými posuvnými dveřmi. Stanice je bezbariérově přístupná. Nástupiště je přístupné po dvou dvojicích eskalátorů, po schodišti a pomocí výtahu.